# Gianfranco Civolani
Gianfranco Civolani (Bologna, 28 novembre 1935 – Bologna, 3 novembre 2019) è stato un giornalista, scrittore e dirigente sportivo italiano.

## Biografia
Laureato in giurisprudenza e specializzato in psicologia del lavoro, era giornalista dal 1957. In oltre mezzo secolo di carriera si è dedicato soprattutto all'ambiente sportivo della sua città, Bologna, principalmente nel ruolo di giornalista e opinionista televisivo, ma anche come scrittore, dirigente sportivo e autore teatrale.

### Giornalista
È stato inviato speciale per i quotidiani Tuttosport (dal 1961 al 1986) e Corriere dello Sport-Stadio e corrispondente per sei campionati del mondo di calcio, due olimpiadi e un centinaio di partite delle varie coppe. Anche dopo essere andato in pensione continua a scrivere per Stadio. Collabora, come opinionista, nella principale trasmissione sportiva locale bolognese Il pallone nel sette, condotta da Sabrina Orlandi, in onda su È TV, aprendola ogni lunedì con la rubrica Il punto del Civ. Conduce inoltre, con Oddone Nordio, il programma radiofonico Civolandia in onda su Radio Nettuno, Lui e lei, sempre su Radio Nettuno assieme a Sabrina Orlandi ed ha a disposizione uno spazio fisso quotidiano nell'edizione preserale del notiziario sportivo di È TV. Scrive libri sul Bologna calcio, e sullo sport bolognese in generale, unendoli spesso ad aneddoti sulla vita sociale nel capoluogo emiliano degli anni quaranta e cinquanta. È inoltre presenza fissa in tribuna stampa allo stadio Renato Dall'Ara dal 1955, dove, assieme alla collega Sabrina Orlandi, segue e commenta per È TV le partite del Bologna, squadra per la quale tifa dal 1945.
Tifoso della Virtus Pallacanestro Bologna, seguiva spesso le partite della squadra all'ex Palamalaguti, oggi Unipol Arena. Storica la puntata della sua trasmissione di allora "L'opinione" dove in maniera istrionica e teatrale commenta la vittoria della squadra bolognese dell'edizione dell'Eurolega di basket 1997-98 pur ammettendo che l'ostacolo più grande era stata appunto la rivale Fortitudo incontrata nei quarti di finale arrivando a definire quel match "la vera finale".
Fino al 1º ottobre 2010 ha condotto la trasmissione radiofonica A tutto Civ sull'emittente, affiancato dal collega Emanuele Righi, ma l'11 maggio 2010 Civolani abbandona la trasmissione dopo un forte diverbio con lo stesso Righi.
Il 5 ottobre 2010, a seguito delle critiche per l'adesione di Claudio Sabatini all'iniziativa del Boga Basket, a Civolani viene sospesa la trasmissione A tutto Civ..
Il 24 ottobre 2010 ha esordito su una rete nazionale: è stato ospite della trasmissione sportiva Quelli che il calcio e..., su Rai 2, in collegamento da Bologna per la partita contro la Juventus. Il 10 gennaio 2011 è ritornato a condurre A tutto Civ, e dal 2012 conduce SuperCiv su Radio International Bologna. È famoso anche per riuscire a rispondere e argomentare anche su fatti non solo sportivi ma anche su politica, attualità, amore e vita di tutti giorni e anche per questo gode della stima della grande maggioranza dei telespettatori e radioascoltatori delle emittenti locali e non. Eventuali messaggi provocatori sfociano a volte in forti arrabbiature anche con termini molto coloriti.
Vince il Premio Reverberi 2014-2015 come miglior giornalista.

### Dirigente sportivo
È stato vice presidente della Federazione Italiana Baseball e responsabile tecnico-dirigenziale della Nazionale italiana di baseball alla fine degli anni sessanta.
È stato per ben 43 anni (dal 1962 al 2005) presidente della Libertas Basket Bologna, principale squadra di basket femminile della città. Ceduta la Libertas ha acquistato nel 2005 il Progresso, altra squadra bolognese di basket femminile militante in serie B2, che dal 2008 al 2010 è stata sponsorizzata da Finalca, finanziaria di famiglia di Alfredo Cazzola, ex-presidente del Bologna FC e della Virtus. Il 28 marzo 2011 il Progresso, sponsorizzata Elisir, ha conquistato l'ammissione alla nuova serie B unica nazionale.
Nella stagione 2011/2012 il Progresso, sponsorizzato Matteiplast, ha conseguito la salvezza terminando il campionato di serie B nazionale al settimo posto. Nel campionato 2013/2014 ha conquistato la serie A2. Nel campionato 2016/2017 la Mattleiplast Progresso è stata promossa in serie A1 ma ha dovuto rinunciare alla partecipazione al massimo campionato per mancanza di fondi e di sponsor, così come nel 2018/2019.

### Teatro
Negli anni sessanta è stato direttore artistico del teatro bolognese La ribalta (oggi La soffitta), collaborando con artisti come Gigi Proietti, Paolo Poli, Enzo Jannacci e Ornella Vanoni. Nel 2004 ha scritto lo spettacolo teatrale Commendator Paradiso. Dall'Ara e il giallo dello scudetto del Bologna, messo in scena al teatro Duse di Bologna e interpretato da Giorgio Comaschi.

### Morte
Il 3 novembre 2019, dopo due anni di malattia, muore poche settimane prima del suo ottantaquattresimo compleanno presso l'Hospice Seragnoli di Bologna.

## Libri
Civolani in un'intervista a tutto tondo resa a Sabrina Orlandi, afferma tra le altre cose di essersi voluto cimentare a circa 20 anni nella stesura della sua prima opera, un non meglio precisato libro di racconti del quale però anche lui stesso non fu affatto soddisfatto.
- I segreti della provincia di Bologna, Cappelli, 1970
- 70 anni di serie A. Storia del Bologna calcio, Calderini, 1979
- Il cammino verso la stella, Renografica, 1984
- I cavalieri della V nera. I 125 anni della SEF Virtus attraverso i suoi campioni (con Alberto Bortolotti), Nuova Tempi Stretti, 1996
- Eurovirtus, Vallardi Viaggi-FuoriThema, 1998. ISBN 9788880620587
- 90. 1909-1999. La storia del Bologna Calcio (con Lamberto Righi e Carlo Caliceti), Press Club Editore, 1999
- Civ il mio Bologna. Dizionario rossoblu, Gianni Marchesini Editore, 2002
- Pagliuca, una vita da numero 1, Gianni Marchesini Editore, 2003
- Civ racconta, Gianni Marchesini Editore, 2004
- Commendator Paradiso. Renato Dall'Ara e il giallo dello scudetto del Bologna, Alberto Perdisa Editore, 2004
- Le città del pallone. I racconti del Civ, Alberto Perdisa Editore, 2005
- A Capocabana! Bologna, Civ racconta come eravamo, Alberto Perdisa Editore, 2006
- I miei trenta allenatori. Da Fuffo a Renzaccio. Il Civ racconta, Alberto Perdisa Editore, 2007 ISBN 9788883724367
- A Nev Iork! Civ racconta il sogno americano, Alberto Perdisa Editore, 2008
- Trenta storie benedette e maledette, Alberto Perdisa Editore, 2009
- Lui e lei. Civ e Sabrina si raccontano (con Sabrina Orlandi), Alberto Perdisa Editore, 2010
- Onorevole Giacomino. Vita e successi di Giacomo Bulgarelli, Minerva Edizioni, 2010
- Presidenti e contorno da Dall'Ara a Guaraldi, il Civ racconta, Alberto Perdisa Editore, 2011
- Titoli di coda, Gruppo Perdisa Editore, Gruppo Perdisa Editore, 2012
- 100 di queste storie. Civ racconta vita e vite, Gruppo Perdisa Editore, 2013
- Fine corsa. Romanzo rosablù, Gruppo Perdisa Editore, 2014
- Giganti e nani nello sport e non solo, Minerva Edizioni, 2015
- Storie vere e scellerate, Minerva Edizioni, 2016
- State benone, Minerva Edizioni, 2017
- La carica dei 110, Minerva Edizioni, 2019